# Insurgência no norte do Chade
Insurreição no norte do Chade refere-se a uma rebelião armada, que ocorre nas regiões do norte do Chade desde 2016, por grupos rebeldes como a Frente pela Alternância e Concórdia no Chade (FACT) e o Conselho do Comando Militar para a Salvação da República (CCMSR) contra o governo chadiano. A partir de suas bases de retaguarda no sul da Líbia, os rebeldes lançam ofensivas e ataques ao norte do Chade buscando derrubar o governo do presidente Idriss Déby, que manteve-se no poder desde o golpe de Estado de dezembro de 1990.

## Contexto
Idriss Déby assumiu a presidência do Chade em um golpe militar em 1990. Desde então, desfrutou do apoio da França e foi capaz de derrotar repetidamente as rebeliões contra seu governo. Os grupos militantes de oposição seriam posteriormente expulsos do país para o exílio.
Em 2014, eclodiu a Segunda Guerra Civil Líbia. Consequentemente, vários grupos rebeldes chadianos se tornaram mercenários a serviço das várias facções líbias, recebendo dinheiro e armamento para se prepararem para seu retorno ao Chade. Dois novos grupos rebeldes chadianos, a FACT e o CCMSR, foram organizados no sul da Líbia em 2016.

## Ofensivas de 2017
Em julho de 2017, o CCMSR lançou uma ofensiva contra Kouri Bougoudi buscando tomar o controle da região e suas lucrativas minas. Esses ataques foram repelidos pelo governo do Chade, embora o CCMSR alegasse ter lançado um segundo ataque em agosto de 2017, que o governo do Chade negou ter ocorrido. 

## Ofensiva de 2018
Em 11 de agosto de 2018, os rebeldes do CCMSR efetuam outra incursão em Kouri Bougoudi a partir do sul da Líbia. 
Nesse dia, o CCMSR lançou um grande ataque ao posto militar avançado em Kouri Bougoudi nas montanhas Tibesti, mais tarde alegando ter matado 73 e capturado 45 soldados, sofrendo apenas onze baixas (quatro mortos e sete feridos). O governo do Chade inicialmente tentou negar que o ataque tivesse ocorrido e, em seguida, minimizou sua importância. Enquanto o CCMSR se oferecia para liberar seus prisioneiros em troca da libertação de líderes rebeldes presos, o governo chadiano se recusou a negociar com "mercenários selvagens, bandidos [e] delinquentes" e, em vez disso, ordenou que os mineradores locais abandonassem seu acampamento em Kouri Bougoudi. Os militares posteriormente retiraram-se da área em 22 de agosto, deixando-a para o CCMSR e os mineradores ilegais.  A partir de então, a Força Aérea do Chade lançou vários bombardeios na região, visando o campo de mineração de Kouri Bougoudi e rebanhos de camelos, matando vários civis e privando os moradores de sua subsistência . Enquanto isso, o CCMSR continuou seus ataques contra posições governamentais, como em Tarbou na região de Tibesti (21 de setembro), e Miski na região de Borkou (24 de outubro). Alguns moradores criticaram o CCMSR por explorar e agravar as tensões étnicas nas montanhas Tibesti. 

## 2019
Em 12 de janeiro de 2019, o grupo armado sudanês Movimento de Justiça e Igualdade, com dezenas de veículos, cruzou a fronteira com a Líbia e atacou as posições do CCSMR em Kouri Bougoudi. De acordo com o JEM, 67 de seus combatentes foram mortos enquanto o CCSMR relatou três mortos e doze feridos.

### Ofensiva de 2019 e intervenção francesa
Agindo em conjunto com o governo chadiano, as forças aéreas francesas efetuaram bombardeamentos contra os rebeldes chadianos da União das Forças de Resistência (UFR), no planalto de Ennedi, entre os dias 3 a 6 de fevereiro de 2019, logo após os militantes adentrarem no país a partir da Líbia.
Em 9 de fevereiro de 2019, o exército chadiano afirmou ter capturado 250 rebeldes, incluindo quatro líderes, e destruído quarenta veículos.

## 2021
Em 26 de janeiro de 2021, 50 rebeldes da Frente da Nação para a Democracia e a Justiça (FNDJT) em vinte veículos 4x4 atacaram o Posto 35 em Kouri Bougoudi, 40 km ao sul da fronteira com a Líbia.

### Ofensiva de 2021
Em 11 de abril de 2021, o grupo rebelde chadiano Frente pela Alternância e Concórdia no Chade (FACT) lançou uma ofensiva na região de Tibesti, no norte do país, logo após as eleições presidenciais.  O presidente Idriss Deby, que cumpria cinco mandatos consecutivos, concorreu pela sexta vez. Os resultados preliminares, divulgados em 19 de abril, mostraram que Déby venceu a corrida presidencial, com 79% dos votos. No entanto, o próprio presidente seria morto em 20 de abril durante o conflito. Mais tarde, o poder passou para uma junta militar denominada Conselho Militar de Transição, liderada por seu filho Mahamat Déby Itno. Foi anunciado que o governo provisório terá vigência de dezoito meses e depois serão realizadas novas eleições no país. 